# Круашвили, Карло Варламович
Карло Варламович Круашвили (17 мая 1927, Тифлис — 11 ноября 2002) — советский футбольный судья. Один из лучших футбольных рефери Советского Союза 1960-х годов. Судья всесоюзной категории (13.01.1961), судья международной категории (1969). Представлял Тбилиси. 11 раз входил в список лучших судей СССР. Заслуженный тренер Грузинской ССР (1970).

## Карьера
Начал играть в футбол в Тбилиси в команде текстильного техникума в 1943 году. В 1949—1953 — в команде грузинского института физкультуры, который окончил в 1954. С 1965 года начал тренировать детские и юношеские команды. Под его руководством юношеская сборная Грузии выиграла всесоюзный «Кубок юности» 1970. Работал директором стадиона спортивного клуба «Гантиади» (Тбилиси).
Судить игры высшей лиги начал в 1958 году, всего провёл 160 матчей в высшей лиге до 1976 года включительно, награждён памятной золотой медалью за то, что отсудил более 100 игр в чемпионате. Был арбитром международной категории, судил международные игры. Входил в коллегию судей Грузии и президиум всесоюзной коллегии судей.

## Семья
Внук — Георгий Круашвили — с 2012 года судит матчи высшей лиги чемпионата Грузии. С января 2015 года — арбитр ФИФА.